# Команы Абхазские
Кома́ны Абхазские (также Коман или Каман, Каманы, Камани) — село в Сухумском районе Абхазии, расположенное в 15 километрах от Сухума. История селения насчитывает две тысячи лет. Название «Команы» переводится как «Святое место».
Место 3-го обретения главы Иоанна Предтечи. Одно из двух предполагаемых мест кончины святителя Иоанна Златоуста.

## на фото изображение села Яштуха Примечания
1. ↑  Данный географический объект расположен в Абхазии, являющейся спорной территорией. Согласно административному делению Грузии, спорную территорию занимает Абхазская Автономная Республика. Фактически спорную территорию занимает частично признанное государство Республика Абхазия.
2. 1 2  Согласно административному делению Грузии
3. ↑  Согласно административному делению частично признанной Республики Абхазия